# Stanisław Mikulski
Stanisław Mikulski (Łódź, 1929. május 1. – Varsó, 2014. november 27.) lengyel színész, televíziós műsorvezető. Színművészi pályafutása során gyakran alakította háborús témájú filmek katonaszerepeit. Legismertebb alakítása a Kockázat (1967–1968) című televíziós sorozatban Hans Kloss szerepe volt.

## Élete és pályafutása

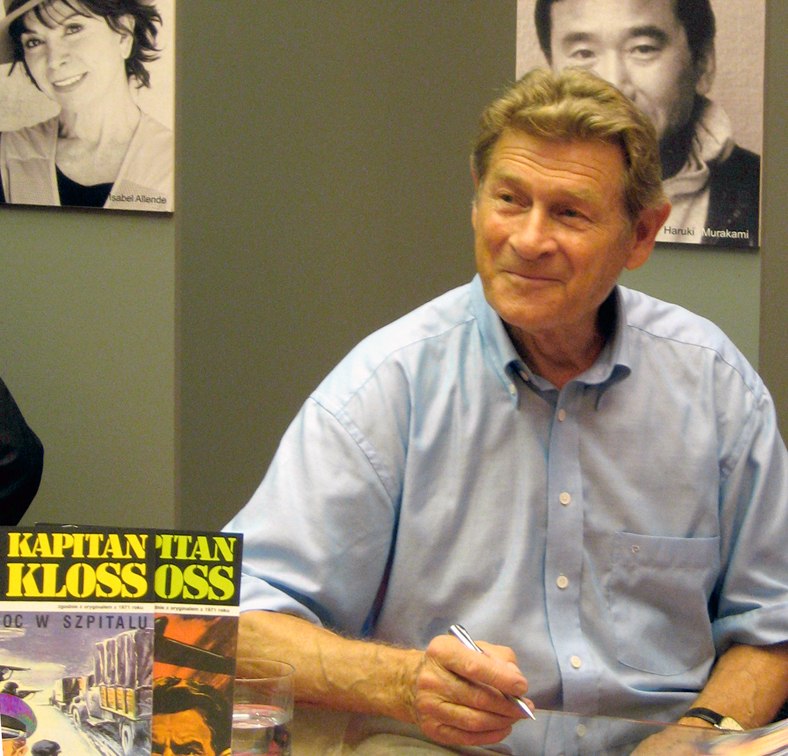
Stanisław Mikulski 2008-ban

Stanisław Mikulski 1929. május 1-jén született a lengyelországi Łódźban. Színészi pályafutása 1949-ben kezdődött, első alakítása egy háborús film epizódszerepe volt. 1956-ban szerepet kapott Jerzy Kawalerowicz Árnyék (Cień) című filmjében, majd 1957-ben Andrzej Wajda Csatorna (Kanał) című filmjében szerepelt. 1968–69-ben a Kockázat (Stawka większa niż życie) című 18 epizódos televíziós sorozatban a főszereplőt, Hans Kloss kapitányt formálta meg. Szinkronhangja Bitskey Tibor volt. 1971-ben szerepelt a Bán Róbert rendezésében készült A gyilkos a házban van című magyar krimifilmben, magyar hangját ebben a produkcióban is Bitskey Tibor kölcsönözte.
Az 1970-es évek végén a Lengyel Egyesült Munkáspárt Központi Bizottságának tagja volt. 1988 és 1990 között moszkvai lengyel kulturális központ igazgatójaként tevékenykedett. 1995 és 1998 között műsorvezető volt a TVP2 csatorna által sugárzott Koło Fortuny című televíziós kvízműsorban. Elvállalta a főszerepet a Kockázat Patryk Vega által rendezett filmremake-jében, amelyet Hans Kloss. Stawka większa niż śmierć címmel mutattak be 2012-ben. 2014. november 27-én, nyolcvanöt éves korában hunyt el Varsóban.

## Filmjei
- Csatorna (1957) – Smukły hadnagy
- Éva aludni akar (1958) – Piotr Małewski, rendőr
- Ember a medvebőrben (1959) – Michał Pawlicki
- Zamach (1959) – Jacek
- Az elnök úr látogatása (1961) – Paweł Guziński
- A kém nyomában (1964) – Baczny hadnagy
- A légió (1965) – lengyel katona
- Kockázat (1966–1968), tévésorozat – Hans Kloss kapitány
- A gyilkos a házban van (1971) – Tímár százados
- Lengyel utak (1976) – Rogalski kapitány